# Biotopo Marocche di Dro
Il Biotopo Marocche di Dro è un'area naturale protetta del Trentino-Alto Adige istituita nel 1989. È uno dei pochi biotopi protetti classificato come zona arida e non zona umida.
Occupa una superficie di 250,84 ha nel comune di Dro, in Provincia autonoma di Trento.
Le Marocche di Dro costituiscono, per estensione e volume, il più imponente fenomeno di frana per crollo e scorrimento di materiale lapideo a livello europeo: sono un grandioso sistema di antiche frane postglaciali per crollo e scorrimento, l'ultima delle quali di età storica, come testimoniato dal ritrovamento di un tegolone romano durante gli scavi per la costruzione di una derivazione idroelettrica.

## Fauna
Abbondante presenza di Lucertola muraiola, Ramarro, Biacco e Saettone.

## Flora
La zona molto arida e con presenza di sassi non favorisce lo sviluppo della vegetazione, vi è solo un rimboschimento di Pino nero. 
Attorno al Lago Solo crescono  Cladietum marisci e Phragmitetum australis.